# Jiří Welsch
Jiří Welsch (Pardubice, 27 de janeiro de 1980) é um jogador checo de basquete profissional que atuou na  National Basketball Association (NBA) atualmente joga no ČEZ Basketball Nymburk. Foi o número 16 do Draft de 2002.